# Yūji Ide
Yūji Ide (jap. 井出有治 Ide Yūji; ur. 21 stycznia 1975 w Saitamie) – japoński kierowca wyścigowy. Reprezentant zespołu Formuły 1 w Sezonie 2006, Super Aguri.

## Życiorys

### Początki kariery
Ide rozpoczął karierę w 1990 roku w kartingu. W 1998 roku przeszedł do Japońskiej Formuły 3, a w następnym roku do klasy Super GT300 Japońskich Mistrzostw GT. W 2002 roku Yūji rozpoczął starty we Francuskiej Formule 3. W 2003 powrócił do Japonii, aby startować w Formule Nippon, gdzie w pierwszym sezonie startów zajął siódme miejsce. Sezon 2005 w Formule Nippon zakończył na trzecim miejscu.

### Formuła 1

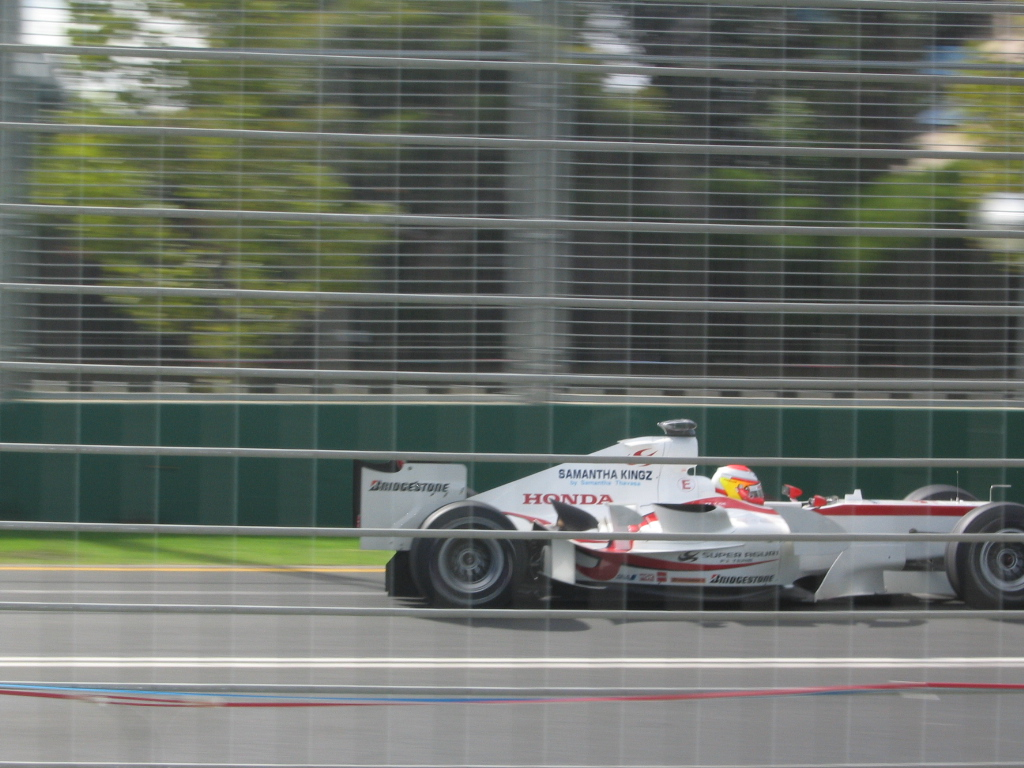
Yūji Ide podczas Grand Prix Australii (2006)

15 lutego 2006 roku Yūji Ide został ogłoszony, obok Takumy Satō, jako jeden z kierowców nowo utworzonego zespołu Formuły 1, Super Aguri.
Ide w trakcie przedsezonowych testów przejechał tylko 200 kilometrów testowych z 300 wymaganych do otrzymania superlicencji. FIA postanowiła dać mu licencję warunkowo, za to, iż rok wcześniej w Formule Nippon zajął trzecie miejsce.
11 marca 2006 roku, Ide zakwalifikował się do Grand Prix Bahrajnu na 21. miejscu za Takumą Satō i przed Kimim Räikkönenem, który nie ustanowił czasu podczas kwalifikacji. Udział w wyścigu zakończył na 35. okrążeniu przez usterkę bolidu. Podczas wyścigu popełnił mnóstwo błędów, m.in. potrącając swoich mechaników w boksie.
W kwalifikacjach do Grand Prix Malezji, Ide zajął ostatnie miejsce, ponownie za swoim partnerem z zespołu. Udział w wyścigu zakończył na 33. okrążeniu, ponownie przez usterkę w aucie.
31 marca zakwalifikował się do Grand Prix Australii na 22. miejscu, znów za zespołowym partnerem. Wyścig ukończył na 13. miejscu, ze stratą trzech okrążeń do zwycięzcy, Fernando Alonso.
22 kwietnia w kwalifikacjach do Grand Prix San Marino, Ide trzeci raz z rzędu znalazł się na ostatnim miejscu, ponownie za zespołowym partnerem. Udział w wyścigu zakończył na 23. okrążeniu z powodu uszkodzenia zawieszenia, wywołanego kolizją z Christijanem Albersem, która miała miejsce na pierwszym okrążeniu.
Jak się okazało, Grand Prix San Marino było jego ostatnim wyścigiem w karierze, ponieważ niedługo po wyścigu, FIA zdecydowała się zabrać mu superlicencję upoważniającą do startów w Formule 1. Federacja tłumaczyła się tym, iż Ide sprawiał ogromne zagrożenie na torze.
Mimo że stracił superlicencję, Ide do końca roku testował bolidy Super Aguri.
Po zakończeniu sezonu szef Super Aguri, Aguri Suzuki, w jednym z wywiadów oznajmił, że ogromne ilości błędów popełnianych przez Ide były spowodowane tym, że nie miał on żadnego doświadczenia w kierowaniu bolidem Formuły 1 oraz ogromnymi problemami z komunikacją z zespołem w trakcie jazdy – Ide znał tylko język japoński.

### Formuła Nippon
Jeszcze w 2006 roku Ide powrócił do Formuły Nippon, reprezentując zespół Team Dandelion Racing.
W 2007 roku pozostał w Formule Nippon, przechodząc do zespołu Autobacs Racing Team Aguri, którego szefem był Aguri Suzuki. Jego najlepszym występem w tym sezonie było trzecie miejsce podczas zawodów na torze Suzuka.
W sezonie 2008 kontynuował starty w Formule Nippon, kończąc je na dziewiętnastym miejscu. Oprócz startów w Formule Nippon, Ide startował w japońskich wyścigach Super GT w których starty kontynuował do 2010 roku.

## Wyniki

### Formuła 1
| Rok  | Zespół         | Samochód         | Silnik              | Wyniki w poszczególnych eliminacjach | Wyniki w poszczególnych eliminacjach | Wyniki w poszczególnych eliminacjach | Wyniki w poszczególnych eliminacjach | Wyniki w poszczególnych eliminacjach | Wyniki w poszczególnych eliminacjach | Wyniki w poszczególnych eliminacjach | Wyniki w poszczególnych eliminacjach | Wyniki w poszczególnych eliminacjach | Wyniki w poszczególnych eliminacjach | Wyniki w poszczególnych eliminacjach | Wyniki w poszczególnych eliminacjach | Wyniki w poszczególnych eliminacjach | Wyniki w poszczególnych eliminacjach | Wyniki w poszczególnych eliminacjach | Wyniki w poszczególnych eliminacjach | Wyniki w poszczególnych eliminacjach | Wyniki w poszczególnych eliminacjach | Pkt. | Msc. |
| ---- | -------------- | ---------------- | ------------------- | ------------------------------------ | ------------------------------------ | ------------------------------------ | ------------------------------------ | ------------------------------------ | ------------------------------------ | ------------------------------------ | ------------------------------------ | ------------------------------------ | ------------------------------------ | ------------------------------------ | ------------------------------------ | ------------------------------------ | ------------------------------------ | ------------------------------------ | ------------------------------------ | ------------------------------------ | ------------------------------------ | ---- | ---- |
| 2006 | Super Aguri F1 | Super Aguri SA05 | Honda RA806E 2.4 V8 | Bahrajn                              | Malezja                              | Australia                            | San Marino                           | Unia Europejska                      | Hiszpania                            | Monako                               | Wielka Brytania                      | Kanada                               | Stany Zjednoczone                    | Francja                              | Niemcy                               | Węgry                                | Turcja                               | Włochy                               |                                      | Japonia                              | Brazylia                             | 0    | 26   |
| 2006 | Super Aguri F1 | Super Aguri SA05 | Honda RA806E 2.4 V8 | NU                                   | NU                                   | 13                                   | NU                                   | -                                    | -                                    | -                                    | -                                    | -                                    | -                                    | -                                    | -                                    | -                                    | -                                    | -                                    | -                                    | -                                    | -                                    | 0    | 26   |

### Podsumowanie
| Sezon | Zespół | Konstruktor       | Zgł. | PKT | P. | P1 | P2 | P3 | Punkt. | PP | NO | NS | DK | NZ |
| --- | --- | ----------------- | ---- | --- | -- | -- | -- | -- | ------ | -- | -- | -- | -- | -- |
| 2006 | Super Aguri F1 | Super Aguri-Honda | 4    | -   | -  | -  | -  | -  | -      | -  | -  | 3  | -  | -  |
| Razem | 1 | 1                 | 4    | -   | -  | -  | -  | -  | -      | -  | -  | 3  | -  | -  |
| Sezon | Zespół | Konstruktor       | Zgł. | PKT | P. | P1 | P2 | P3 | Punkt. | PP | NO | NS | DK | NZ |
| \| Legenda \| Legenda \| \| ------------------------------------------ \| ------------------------------------------------------------------------------------------------------------------------------------------------------------------------------------------------------------------------------------------------------------------------------------------------------------------------------------------------------------------------------------------------------------------------------ \| \| Zgł. PKT P. P1 P2 P3 Punkt. PP NO NS DK NZ \| Liczba zgłoszeń do wyścigów Liczba zdobytych punktów Pozycja zajęta w klasyfikacji generalnej Liczba zwycięstw Liczba drugich miejsc Liczba trzecich miejsc Wyścigi, w których kierowca punktował Liczba zdobytych pole position Liczba zdobytych najszybszych okrążeń Wyścigi, w których kierowca był niesklasyfikowany Wyścigi, w których kierowca był zdyskwalifikowany Wyścigi, do których kierowca się nie zakwalifikował \| | |                   |      |     |    |    |    |    |        |    |    |    |    |    |
| Legenda | |                   |      |     |    |    |    |    |        |    |    |    |    |    |
| Zgł. PKT P. P1 P2 P3 Punkt. PP NO NS DK NZ | Liczba zgłoszeń do wyścigów Liczba zdobytych punktów Pozycja zajęta w klasyfikacji generalnej Liczba zwycięstw Liczba drugich miejsc Liczba trzecich miejsc Wyścigi, w których kierowca punktował Liczba zdobytych pole position Liczba zdobytych najszybszych okrążeń Wyścigi, w których kierowca był niesklasyfikowany Wyścigi, w których kierowca był zdyskwalifikowany Wyścigi, do których kierowca się nie zakwalifikował |                   |      |     |    |    |    |    |        |    |    |    |    |    |